# Johannes Linke (Schriftsteller)
Johannes Linke (* 8. Januar 1900 in Dresden; † 31. Dezember 1945 (für tot erklärt)) war ein deutscher Schriftsteller.

## Leben

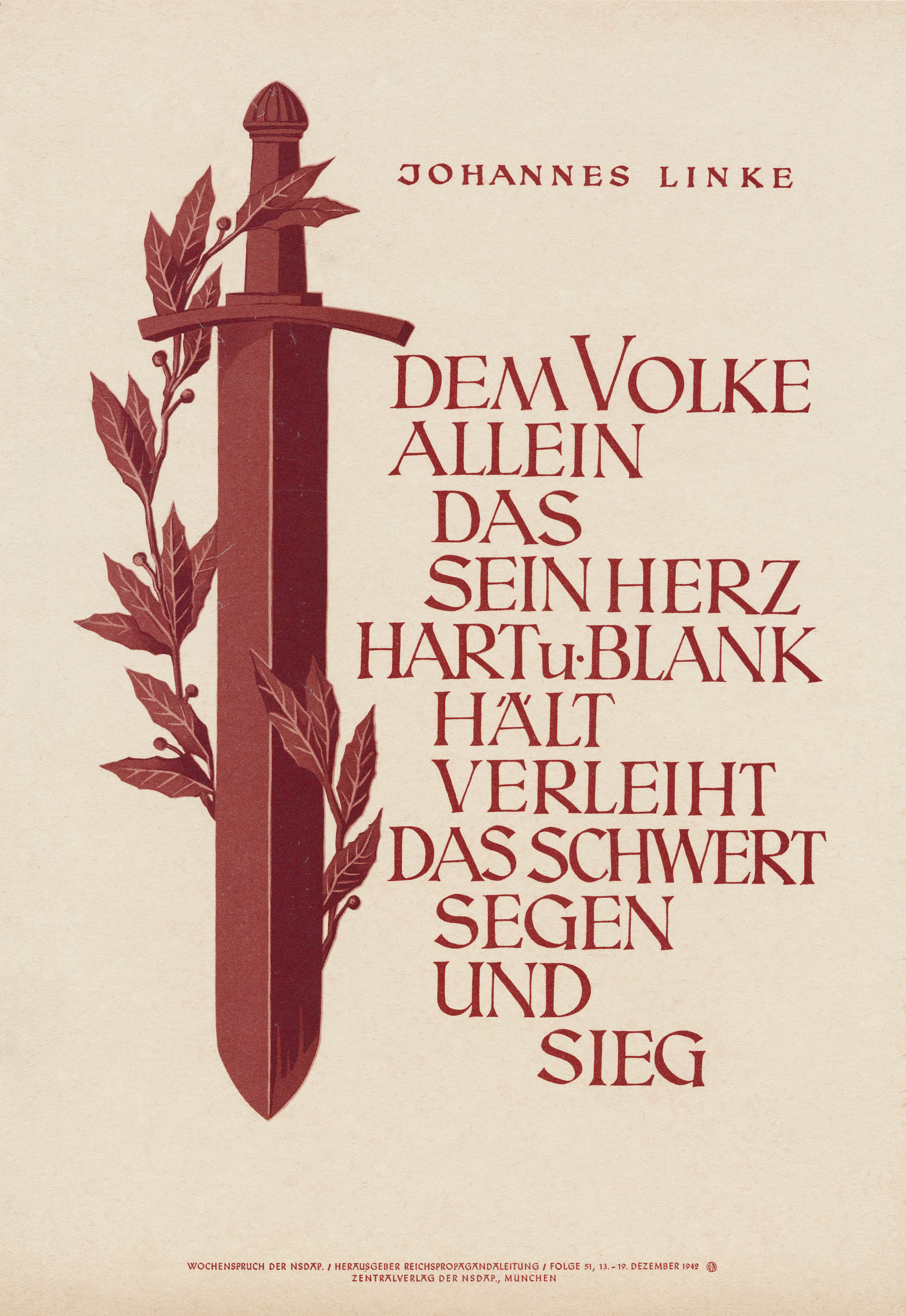
Wochenspruch der NSDAP, 13. Dezember 1942

Bruno Edmund Johannes Linke wurde als Sohn des Betriebssekretärs Wilhelm Friedrich Linke und seiner Ehefrau Emma Amalie Karoline Helene geb. Häcker am 8. Januar 1900 in der Striesenerstraße 34/III in Dresden geboren. Nachdem er im Januar 1918 am Dresdner König-Georg-Gymnasium das Kriegsabitur abgelegt hatte, meldete er sich als Kriegsfreiwilliger und wurde in der Endphase des Ersten Weltkriegs
als Soldat an der Westfront eingesetzt. Nach Kriegsende studierte er einige Semester lang, brach das Studium jedoch ab und lebte ab 1921 im Bayerischen Wald. Er verdiente sich seinen Lebensunterhalt mit Gelegenheitsarbeiten, unter anderem als Landarbeiter, Gärtner und Schreiner. Aus einer 1922 geschlossenen Ehe gingen vier Kinder hervor. 1928 begann Linke ein Studium der Pädagogik, das er erfolgreich absolvierte. Anschließend wirkte er als Volksschullehrer in dem vogtländischen Ort Eichigt, dann im oberfränkischen Eckersdorf und schließlich in Lichteneck im Bayerischen Wald. Daneben war er schriftstellerisch tätig. Zum 1. Mai 1933 trat er der NSDAP bei. Linke nahm als Soldat am Zweiten Weltkrieg teil; er kam vermutlich im Februar 1945 an der Ostfront ums Leben und wurde durch Entscheidung des Amtsgerichts Kötzting vom 1. Dezember 1964 zum 31. Dezember 1945 für tot erklärt.
Johannes Linke war Verfasser von Romanen, Erzählungen, Gedichten und Theaterstücken. Sein Werk ist stark beeinflusst von der nationalsozialistischen Blut-und-Boden-Ideologie und Heldenverehrung. Sein erfolgreichstes Werk war der Roman Ein Jahr rollt übers Gebirg, in dem der Autor die Auswirkungen der Weltwirtschaftskrise auf die Region des Bayerischen Waldes schildert; das Werk erfuhr noch bis 1987 zahlreiche Neuauflagen und hatte bereits 1954 eine Gesamtauflage von über 60.000 Exemplaren erreicht.
Johannes Linke wurde 1937 mit dem Literaturpreis der Reichshauptstadt Berlin ausgezeichnet. Seine Bücher Das Reich, Sinnbild und Denkmal der Zeit, Das Totenbrünnel, Das Richtfest und Der Brunnstock standen nach 1945 in der Sowjetzone auf der Liste der auszusondernden Literatur.

## Werke
- Das festliche Jahr. Gedichte. Holzschnitte und Umschlag von Egon Pruggmayer. Verlag Aufstieg, Leipzig 1928, 42 S.
- Der Baum. Ein Gedichtkreis. L. Staackmann, Leipzig 1934, 175 S.
- Ein Jahr rollt übers Gebirg, Roman. L. Staackmann, Leipzig 1934, 421 S.
  - Ein Jahr rollt übers Gebirg. Einbandzeichnung und Buchschmuck von Carl Edu Beck. Deutsche Buchgemeinschaft, Berlin 1937, 439 S.
- Krippenspiel für Kinder. Ein Laienspiel. Kaiser Verlag, München 1934, 21 S. (Münchener Laienspiele, Nr. 108) (6. Auflage 1949)
- Lohwasser. Eine Erzählung. L. Staackmann, Leipzig 1935, 180 S.
- Das Richtfest. Ein Volksspiel zur Feier. Mit Melodien von Ernst Erich Buder. Einbandentwurf Bernhard Riepenhausen. 1. Auflage 1. – 4. Tsd. Langen & Müller, Berlin 1936, 54 S. (Volksspieldienst, Nr. 17)
- Wälder und Wäldler. Ein Bilderbuch aus dem Bayern- und Böhmerwald. L. Staackmann, Leipzig 1936, 127 S. (zusammen mit Käte Linke)
- Der Wald und seine Kinder. L. Staackmann, Leipzig 1937, 80 S.
- Das Reich. Gesänge. L. Staackmann, Leipzig 1938. 93 S.
- Die Pyramide. Salzer, Heilbronn 1939. 15 S.
- Die Silvesternacht. L. Staackmann, Leipzig 1939. 87 S.
  - Die Silvesternacht. Erzählung. Mit Zeichnungen von Wolfgang Felten und einem Nachwort von Wilhelm Westecker. Philipp Reclam, Leipzig 1943. 75 S. (Reclams Universal – Bibliothek, Nr. 7555)
- Das Totenbrünnel. Die Geschichten der Sonnwendnacht. L. Staackmann, Leipzig 1940. 175 S. (1942, 13. – 19. Tsd., 162 S.)
- Losnächte. 1. – 3. Tsd. L. Staackmann, Leipzig 1941. 218 S.
- Sinnbild und Denkmal der Zeit. Gedichte. Stichnote, Potsdam 1941. 9 Blatt. (Schriftenreihe der Presseabteilung des Reichsminister Dr. Todt, Bd. 7)
- Der Brunnstock. Bertelsmann, Gütersloh 1943. 31 S. (Bertelsmann – Feldposthefte)
- Kurzgefaßte Lebensbeschreibung des Alfons Haigl. Erzählung. Holzschnitte von Fritz Mayer - Beck. Steirische Verlags – Anstalt, Graz 1943. 81 S.
- Die wachsende Reut. Ein Erzählbuch. 1. Auflage. L. Staackmann, Leipzig 1944. 580 S.
- Waldheimat. Dümmlers Verlag, Bonn 1949. 76 S. (Die Auswahl aus dem Werk des Dichters besorgte Werner Lenartz) (Saatgut – Bücherei, Nr. 9)
- Das Radl. Eine Inflationskomödie. Bärenreiter – Verlag, Kassel – Basel 1951. 85 S. (Bärenreiter – Laienspiele, Nr. 163)
- Das Brot. Ein Feierabend zum Ernte dank. Bärenreiter – Verlag, Kassel – Basel 1952. 35 S. (Bärenreiter – Laienspiele, Nr. 177)

### Verschiedenes
- Dichtung und Deutung. Eine Schriftenreihe. Hrsg. von Johannes Linke. L. Staackmann, Leipzig 1937
- Der ewige Quell. Ein Film der Bavaria – Filmkunst nach der im Verlag L. Staackmann ersch. Erzählung Lohwasser von Johannes Linke. Bavaria Pressehaft, München 1939. 6 Blatt mit Abb.

## Ehrungen
- 1934 – Sächsischer Dichterpreis
- 1936 – Literaturpreis der Reichshauptstadt Berlin
- 1983 – In Eckersdorf wurde eine Straße nach Linke benannt. Die Namengebung ist mittlerweile umstritten.[5]